# Aug. Eversbusch

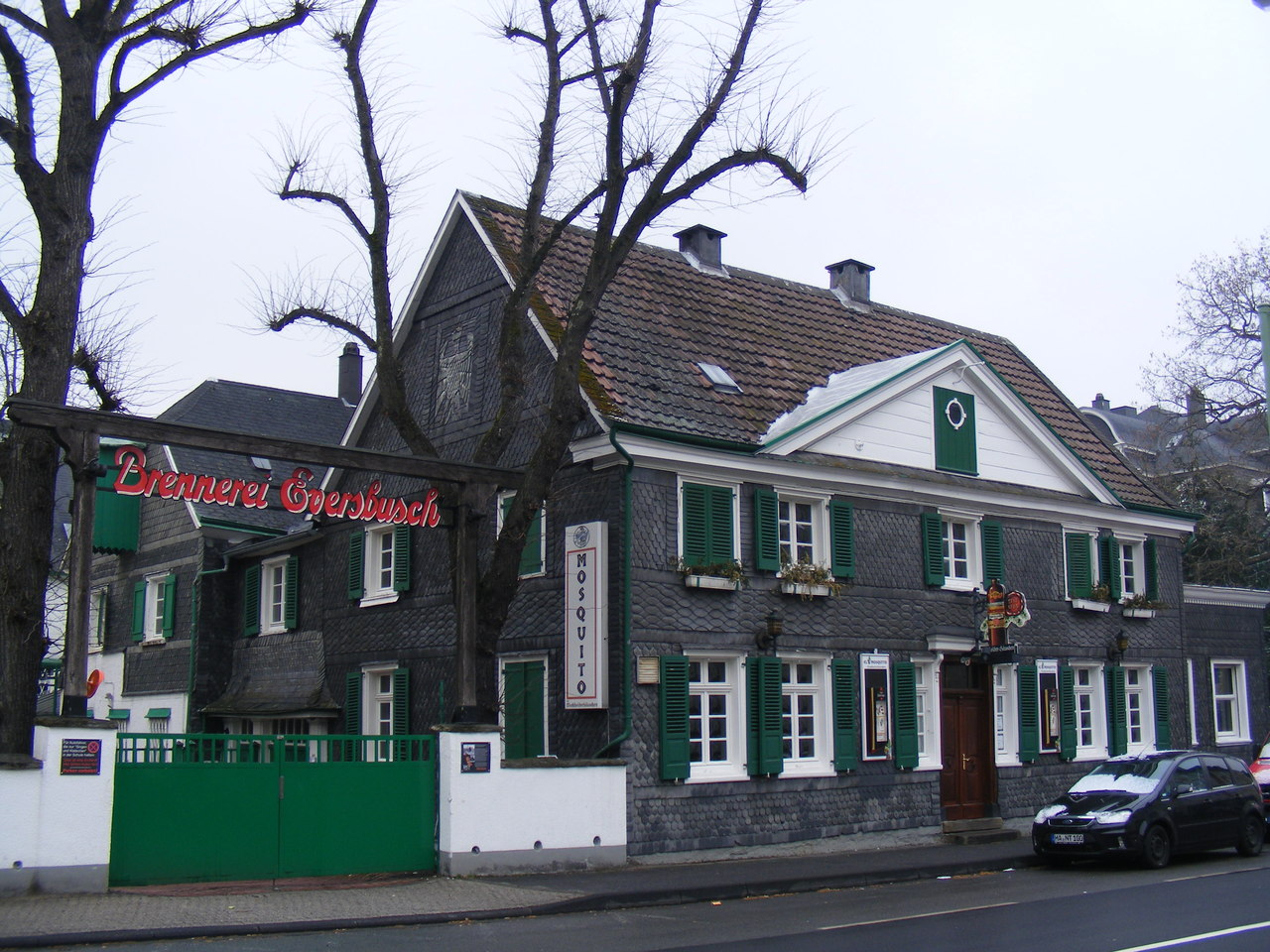
Brennerei und Gaststätte (2013)

Die Aug. Eversbusch oHG, auch bekannt als Brennerei Eversbusch eingetragen, ist eine in Familienbesitz befindliche Brennerei in Haspe, heute ein Ortsteil von Hagen.

## Geschichte

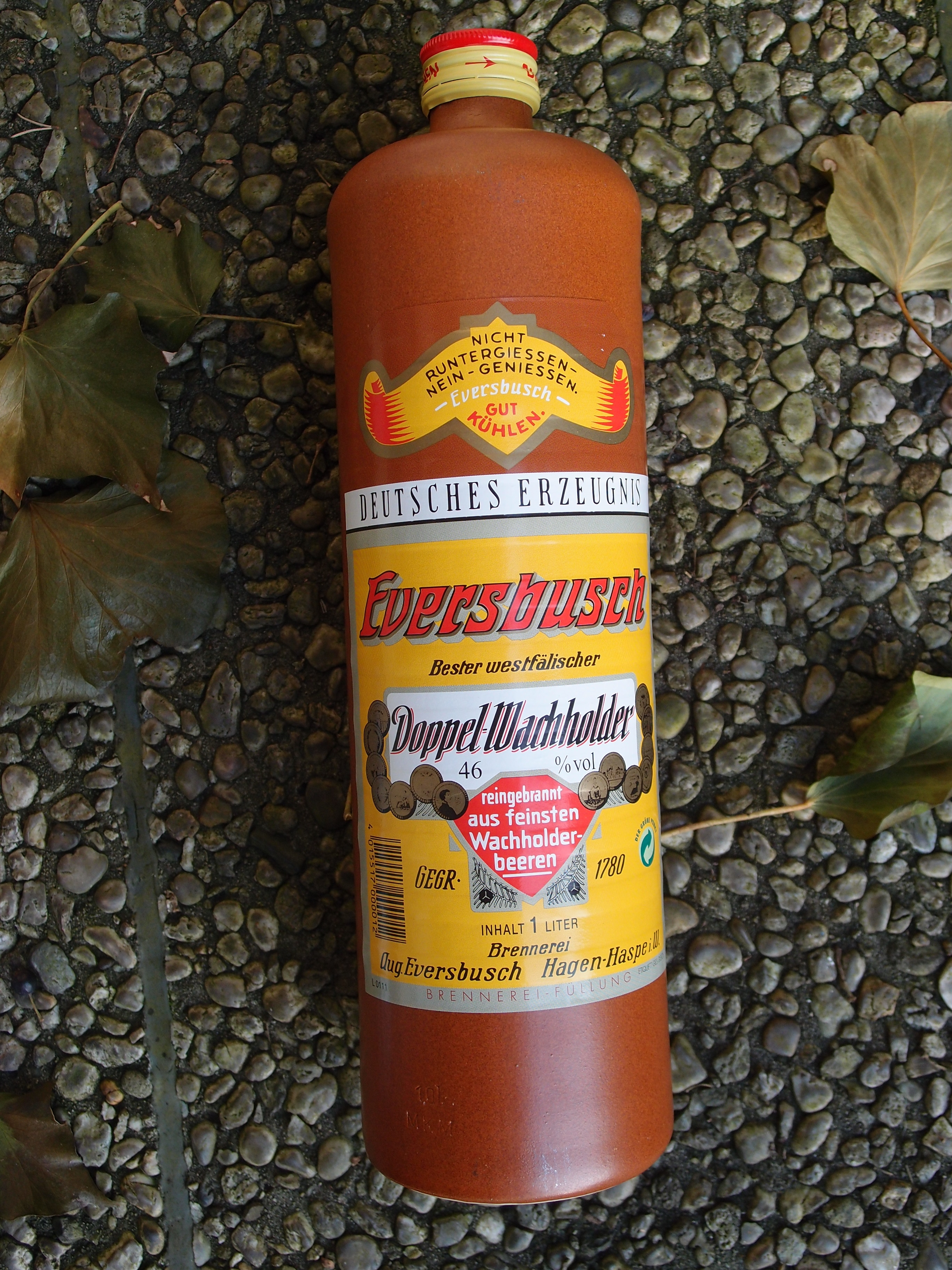
Eversbusch – Bester westfälischer Doppel-Wachholder

1780 übersiedelte der Bäcker Johann Christoph Eversbusch mit seiner Frau aus Linderhausen (bei Schwelm) nach Haspe und ließ sich dort in der Nähe des heutigen Ortskerns nieder. Schon dort brannte er Korn, jedoch noch keinen Wacholderbranntwein. Sein Sohn führte das Geschäft weiter und verfeinerte die Brennkunst durch eine Ausbildung in der Harkort’schen Brennerei. Dessen Sohn, Peter Christoph Eversbusch, lernte in den Feldzügen gegen Napoleon Bonaparte, in denen er zweimal unter General Gebhard Leberecht von Blücher als freiwilliger preußischer Jäger ins Feld zog, in Holland die Rezepturen vom Doppelwachholder, einem Wacholderbranntwein, und Korn-Anisette kennen. 1817 heiratete er Karoline Schröder und zog mit ihr in deren Elternhaus an der „Chaussee Cölln-Berlin“ (heutige Berliner Straße). Dort baute er eine große Wacholderbrennerei und richtete zusätzlich eine Brauerei ein. Der gemeinsame Sohn August vergrößerte die Firma, der Enkel Ernst modernisierte 1907 die Brennerei und stellte den Brauereibetrieb ein. Heute wird die Firma von der siebten Familiengeneration, Peter und Christoph Eversbusch (seit 1986), geführt.
In dem ursprünglichen Brennereigebäude ist inzwischen die Firmenverwaltung untergebracht. Das bis 1917 von der Inhaberfamilie bewohnte verschieferte bergische Haus wird heute als Gastwirtschaft „Wachholderhäuschen“ genutzt.
Nicht weit von dem Betrieb gibt es in der Berliner Straße 109 die Ernst-Eversbusch-Hauptschule. Zwischen Kurt-Schumacher-Ring und Preußerstraße gibt es außerdem in Haspe eine Ernst-Eversbusch-Straße.

## Produktion
Hauptprodukt der Firma ist der sogenannte Eversbusch – bester Westfälischer Doppelwachholder mit 46 % Alkoholgehalt, ein Brand aus Korn, Malz und Wacholderbeeren. Die Schreibweise mit dem zweiten „h“ ist kein Druckfehler, sondern hat lediglich alle Rechtschreibreformen der bisherigen Zeit überdauert. Sie findet sich traditionell auf den Etiketten der braunen Tonkrüge wieder. Im Volksmund heißt der Doppelwacholder auch Hasper Maggi. Weitere Produkte sind Eversbusch Korn-Anisette, ein Brand aus Sternanis, und verschiedene Präsente sowie Präsentkassetten und traditionell verpackte Präsente in Jutesäcken. Seit 2011 vertreibt das Unternehmen die Artikel auch über einen Onlineshop.
Hergestellt werden im Jahr 70.000 bis 90.000 Flaschen der verschiedenen Produkte, die auch an den Einzelhandel, nicht jedoch an Discounter geliefert werden.

## Industriekultur
Die Brennerei Eversbusch ist Teil der Route der Industriekultur und kann in Gruppen ab 10 Personen nach Voranmeldung besichtigt werden, wobei die Führungen von den heutigen Inhabern Peter und Christoph Eversbusch durchgeführt werden.